# Chapelle Notre-Dame-de-la-Salette de Banyuls-sur-Mer
La chapelle Notre-Dame-de-la-Salette de Banyuls-sur-Mer (en catalan : Mare de Déu de la Saleta de Banyuls de la Marenda) est un édifice du XIXe siècle situé sur la commune de Banyuls-sur-Mer, à environ 199 m d'altitude.

## Localisation
La chapelle Notre-Dame-de-la-Salette est située sur les hauteurs à l'ouest de Banyuls-sur-Mer, à près de 200 mètres d'altitude. On y accède par la route des Crêtes (D86), puis par une petite route qui mène à la chapelle.

## Toponymie
Le nom reprend celui de Notre-Dame de La Salette, nom sous lequel les catholiques désignent la Vierge Marie telle qu'elle est apparue à deux enfants en 1846 à La Salette-Fallavaux, dans l'Isère.

## Historique
La chapelle est construite par Bonaventure Reig, propriétaire viticole du Mas d'en Reig, situé en contrebas à l'est, sur un terrain lui appartenant, à la suite d'un pèlerinage effectué à Notre-Dame de La Salette, l'événement de 1846 ayant eu lieu l'année de son mariage. Elle est inaugurée le 8 décembre 1865.

## Architecture
La chapelle est constituée d'une nef unique et d'une abside semi-circulaire.